# そんな未来はウソである
『そんな未来はウソである』（そんなみらいはウソである）は、桜場コハルによる日本の学園漫画作品である。『別冊少年マガジン』（講談社）2009年創刊号から2016年8月号まで連載され、完結した。

## あらすじ
高校入学直後の新学期に、ちょっと変わった特殊能力を持つ女の子2人が「フツー」の高校生活の中で出会った。特殊能力を持っていたがために微妙に思惑がすれ違いが起こり、虚実が絡まり合いつつ繰り広げられていく。主人公達は1話の時点では高校1年生だったが、47話以降は高校2年生に進級した。2年進級の時にクラス替えがあり、それまで主要登場人物5人とも同じクラスだったのが2人と3人で別なクラスになった。しかし別なクラスになってからもプールに行くなど交流は続いた。主人公達とは異なる特殊能力を持つ新入生達が入り、その新入生達とも交流していく。

## 登場人物

### 主要
大橋ミツキ（おおはし ミツキ）
本作の主人公その1。ちょっと大人しめな女の子。1話の時点では高校1年生。他人と目が合うと、その人の未来が少し見えてしまうため、人付き合いを避けていたが、アカネとの何気ない会話で親近感を持つ。アカネの助言により表向きは占いが得意ということにしており、アカネから貰ったトランプを持ち歩いている。高山の想いには気づいていなかった。運動能力は低い。虫取りが好き。アカネ曰く、料理の才能あり。
当初は自身と高山が結ばれるかような未来を見たがミツキにそのつもりはなく、その後22話でアカネと高山が結ばれるような未来を見たことからそれとなく2人の関係を応援するようになる。しかしミツキ自身は結婚とは何かがまだイメージできず、悩むようになる。みんなと一緒に楽しくやっていくことが好きな寂しがり屋で、特にアカネに懐いており、一匹狼的なアカネをしばしば引きとめようとしている。アカネが行方を眩ました時には、アカネを探してアルバイト先の喫茶店なども回るなど必死に捜索した。
能力：他人と目が合うと、その人の未来が少し見える。
佐藤アカネ（さとう アカネ）
本作の主人公その2。ちょっとキツめな女の子。黒髪で長髪。1話の時点では高校1年生。他人がウソをつくと、それがウソだとわかる能力があり、人付き合いが詰らないウソで満ち満ちているのを日々見ることに嫌気がさし、人付き合いを避け、単独行動が多かった。ところが小さな誤解をきっかけにミツキに懐かれたことで、単独行動が減っていった。自分の何気ない行動が原因でミツキと高山が結婚するはずだった未来を変えてしまったことを知り、この2人をくっつけようと奮闘する。実家が高校から遠いらしく普段は一人暮らしで、弁当は自分で作る程の料理上手。家事全般得意で、喫茶店のキッチンスタッフのアルバイトに応募したが、そこの女性店長の陰謀によりウェイトレスに回されたため、たまたま同店を訪れたミツキ達にアルバイトしていたことを知られた。風呂好きで最悪でも毎日シャワーを浴びたいと思っている。虫が苦手。後にミツキと高山をくっつけるために、3人一緒という条件で無理矢理恋人関係を承諾させた。
能力：他人がウソをつくと、それがウソだと判別できる。
白石マドカ（しらいし マドカ）
7話（1巻）から登場した、ミツキとアカネのクラスメイト。進級後はミツキと同じクラスになった。ツインテール。人懐っこく恋愛には積極的だが、好きになる男はなぜか不幸になってしまう。高山の「好きなヤツを好きでいる不幸なんか無い」という言葉を聞いて、高山に自分のことを好きになってもらってから好きになろうとしている。姉がたくさんいる。3度のごはんより鬼ごっこが好き。怪談が苦手。
アカネの入れ知恵で、高山とミツキをくっつける練習として高山の練習用の恋人となり、（仮の）交際を始める。しかし高山にそのつもりは無く、マドカの行き過ぎた行動に激高した高山から説教されてしまい、以降は恋人関係もうやむやになっている。その後は一時期高山を苦手としていたが、ミツキやアカネたちの友人集団には残っており、やがて高山にも普通に近付くようになった。
学業成績は良くないようだがやればできる子で、未来の見えるミツキからは「弁護士になれる」「医者になれる」「タレントになれる」などと色々言われている。
能力：好きになる男が不幸になる。
江口さん（えぐちさん）
第1話から登場している、ミツキとアカネのクラスメイト。進級後はミツキと同じクラスになった。お菓子が好きな食いしん坊女子。彼女たちと一緒に行動しつつも食の確保には抜かりない。マイペースな性格で普段何も考えていないように見えるが、洞察力に長けた一面があり、しばしば鋭い指摘をする場面が何度か見られた。高山から頻繁にお菓子を貰うようになり、彼女もまた高山に近付く女子の一員となっている。
能力：手作り料理を食べると、作成者の人柄を判別できる。いつもお菓子などを食べていても太らない。
高山ナオト（たかやま ナオト）
3話（1巻）から登場した、ミツキとアカネのクラスメイト。進級後はアカネと同じクラスになった。ミツキとは中学1年の時に出会い、中学時代から密かに好意を寄せている。クールで誠実な性格だが恋愛は奥手な男子。父親と同居しているが母親とは同居していない模様。女子との交際歴も無し。
ミツキの未来予知の結果からミツキと結婚する未来とアカネと結婚する未来に分岐していると思われたが、実際のところミツキの見た未来は高山が大人になって子供ができてもミツキやアカネたち4人との交流が継続していたというものであり、そのうちの誰がナオトの正妻なのかは明らかになっていない。

### その他
リオ
36話（3巻）から登場。アカネの中学時代の友達。同性であるアカネに本気で告白した過去があってアカネから避けられていたが、アカネの通う高校の文化祭で再会して以降は再びアカネに近付いている。遠方の他校生である様子だが神出鬼没に姿を現しており、「ワープで来た」と半ば冗談げに自称している。しかしアカネの能力は反応しなかったため、本当にワープできるのかアカネの能力が通じないのか不明。
ハナ
48話（4巻）から登場。ミツキの小学校時代からの後輩。小学校時代の下校中に自動車にひかれていたであろう危機からミツキの能力によって救われて以来、ミツキを崇拝している。しかし小中学時代はミツキに接触せず、遠くから見守っていた。ミツキに害する者は呪いで懲らしめてきた実績があり、他の登場人物とは瞳の描かれ方が異なっている。
能力：他人を呪いで懲らしめる。
ユイト
高山の友人。カズマより遅れて27話（3巻）から登場し、70話（6巻）にて名前が判明。高山の幼馴染で、女子のような童顔の少年。アカネが好き。魚が苦手。約束事が必ず実現する様子で、迂闊に「また今度」などと言おうものなら、後日また会ってしまう。色々あった末に、よりアカネに近付けるならと彼女のシモベになる約束をする。
能力：他人と約束したことが必ず達成される。
カズマ
高山の友人。4話（1巻）から登場しており、71話（6巻）にて名前が判明。高山の幼馴染でモテないナンパ男。高山とミツキが付き合っていると聞いて、ミツキとの世間話で高山がミツキのことを中学時代から好きだったことを話してしまう。他のメンバーのような明確な特殊能力では無いものの、アカネが感銘するほどウソの無い、悪く言えば欲望に忠実な男。
高山ナオミチ
高山ナオトの父親。17話（2巻）から登場しており、 72話（6巻）にて名前が判明。
仔細は明らかでないが、高山家は父子2人暮らし。息子の異性交際については鷹揚だが、内心の期待がつい表に出すぎるため、息子からは少し鬱陶しく思われてしまう。家庭菜園が趣味。しばしばナオトが自宅に女子を連れ込んでいることを見抜くような言動があったが、72話では鍋の中に置いたメモを通じてアカネと（主に野菜を話題とした）文通をしていることが判明した。
白石トモエ
マドカの姉達の1人。姉達の話題は何度かマドカの会話に出ていたが、57話（5巻）では姿が描かれ、高山の家に行くマドカに勝負下着を押しつけた。
江口妹
36話（3巻）から登場。姉である江口の1学年下で、ほぼ1日中寝ているという妙な能力の持ち主。主要メンバーが進級した47話（4巻途中）以降は、姉と同じ高校の1年生となった。後にハナの同級生として登場した。

## 書誌情報
本作の単行本刊行中に講談社KCDXシリーズのロゴが新設されたため、前半3巻と後半3巻で背表紙のKCDXの部分のデザインが異なっている。
- 桜場コハル『そんな未来はウソである』 講談社〈KCデラックス〉、全6巻
  1. 2011年3月4日発売 ISBN 978-4-06-375980-8 KCDX2980[1]
  2. 2011年11月4日発売 ISBN 978-4-06-376140-5 KCDX3140[2]
  3. 2013年8月6日発売 ISBN 978-4-06-376870-1 KCDX3470[3]
  4. 2014年4月9日発売 ISBN 978-4-06-376978-4 KCDX3578[4]
  5. 2015年7月9日発売 ISBN 978-4-06-377219-7 KCDX3819[5]
  6. 2016年9月9日発売 ISBN 978-4-06-393027-6 KCDX4127[6]